# Paracymus dispersus
Paracymus dispersus är en skalbaggsart som beskrevs av Wooldridge 1966. Paracymus dispersus ingår i släktet Paracymus och familjen palpbaggar. Inga underarter finns listade i Catalogue of Life.